# NHK 뉴스 오하요 훗카이도
NHK 뉴스 오하요 훗카이도(NHKニュースおはよう北海道)은 NHK 삿포로 방송국에서 제작하고 있는 아침 프로그램으로 매주 월 ~ 금 오전 7시 45분 ~ 8시까지 15분간 NHK 종합 텔레비전에서 방영되어 홋카이도 전체의 뉴스와 생활정보를 전달하고 있다.